# Wakefield
Wakefield este oraș și un Burg Metropolitan în cadrul Comitatului Metropolitan West Yorkshire în regiunea Yorkshire and the Humber. Pe lângâ orașul propriu zis Wakefield cu o populație de 76.886 locuitori în 2001, districtul motropolitan conține printre altele și orașele: Normanton, Pontefract, Featherstone, Castleford, Knottingley, Ossett, Hemsworth, South Kirkby & Moorthorpe și South Elmsall.

## Personalități născute aici
- Rachel Levine (n. 1957), medic, amiral, secretar în Ministerul Sănătății.

1. ↑  BSIe1 / Vekfild[*] Verificați valoarea |titlelink= (ajutor)